# Calyptocarpus vialis

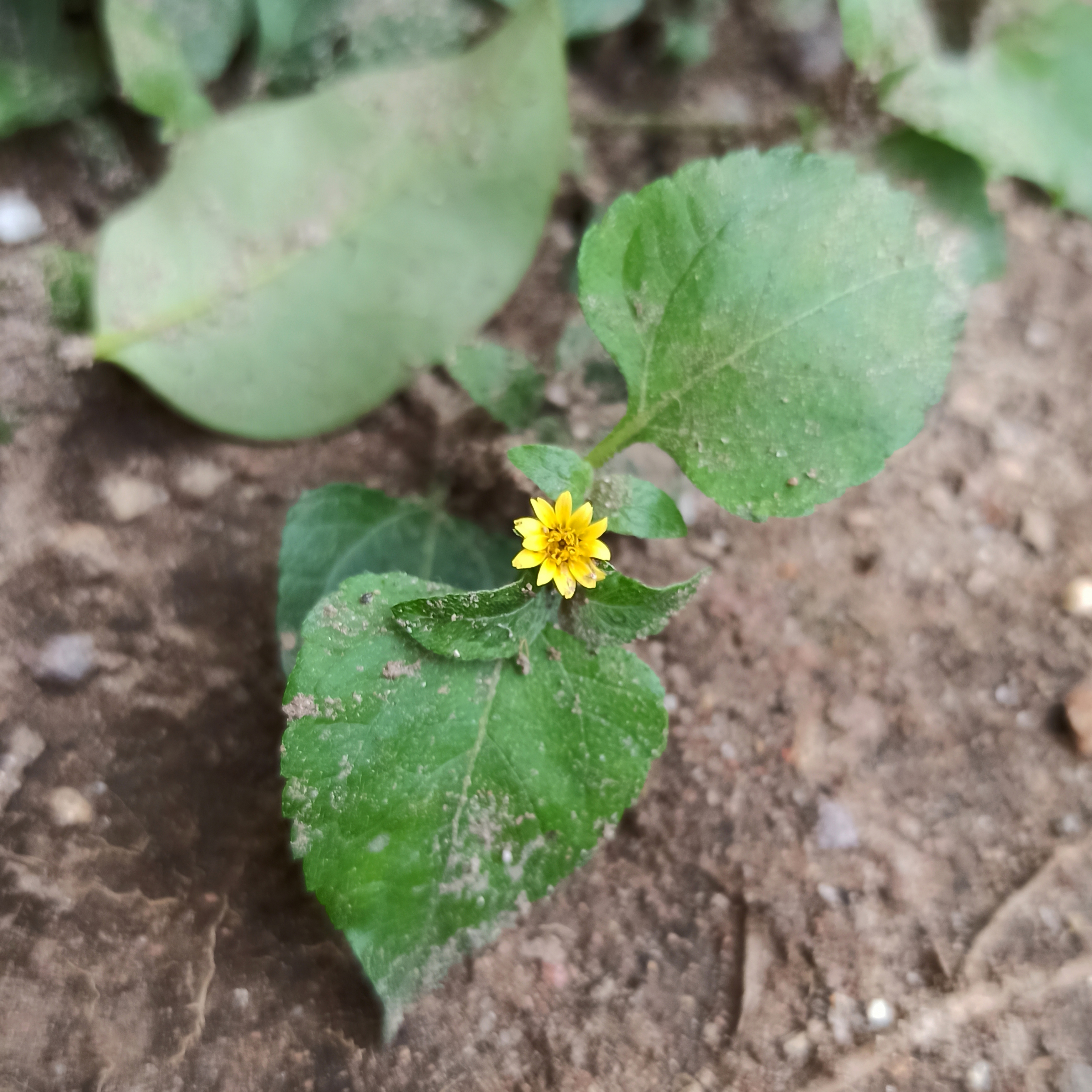
Vista de la planta

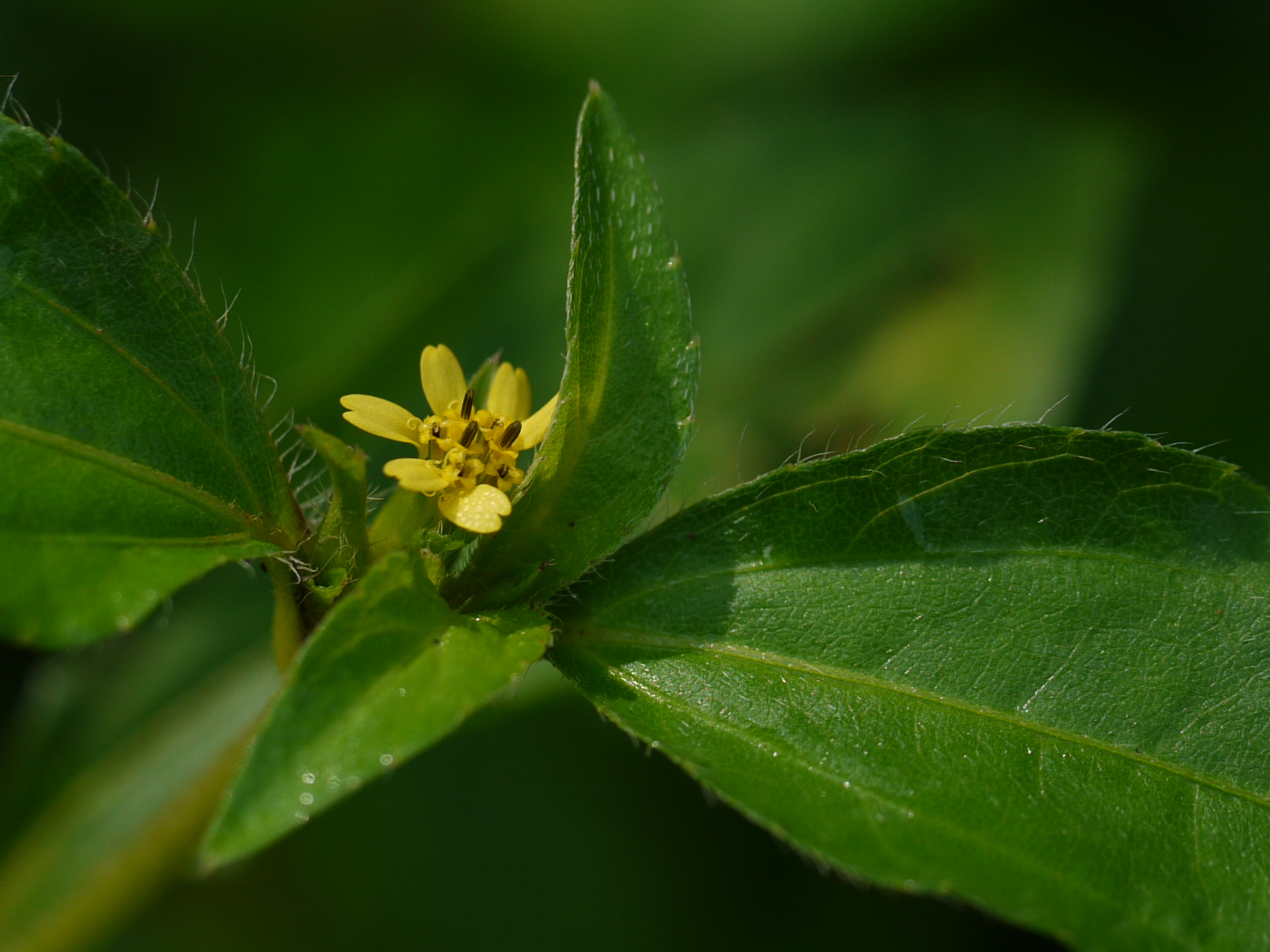
Detalle

Calyptocarpus vialis es una planta de la familia de las asteráceas, nativa de América.

## Descripción
Es una hierba perenne, estrigosa en casi todas sus partes, de tallos decumbentes y ramificados desde la base. Las hojas son opuestas, pecioladas, con la lámina ovada de alrededor de 2.5 cm de largo y 2 de ancho, agudas en el ápice y cuneadas a truncadas en la base, con pelos hirsutos principalmente por el envés. La inflorescencia es una cabezuela solitaria en las axilas de las hojas superiores, cortamente pecioladas. Involucro turbinado a campanulado, con 4 o 5 brácteas obovadas a oblanceoladas, más angostas las interiores. Flores amarillas, las liguladas 5 o más, con lígulas de hasta 3.5 mm de largo; las del disco hasta una docena, tetrámeras. El fruto es una cipsela de unos 4 mm de largo, las exteriores oblanceoladas y con proyecciones a manera de alas incompletas en el margen, las interiores angostamente triangulares y tuberculadas, con un vilano de aristas divergentes. Es posible encontrarla en flor todo el año.

## Distribución y hábitat
Es una especie de amplia distribución y que se beneficia del disturbio antropogénico. De manera nativa se distribuye del sur y sureste de Estados Unidos hasta el norte de Sudamérica. Su hábito malezoide y su rápido crecimiento han ayudado a su dispersión por demás regiones de clima templado y tropical a nivel mundial, como en África Oriental, el subcontinente indio, Argentina, además de una expansión hacia el norte de su distribución nominal. Se encuentra comúnmente en espacios antropizados, como jardines, orillas de calles y cultivos, grietas en aceras etc.

## Taxonomía
Calyptocarpus vialis fue descrita en 1832 por Christian Friedrich Lessing en Synopsis Generum Compositarum: 221.

### Etimología
Calyptocarpus: nombre genérico que significa "fruto oculto"; del griego καλύπτω (kalypto) 'ocultar' y καρπός (karpos) 'fruto'.
vialis: epíteto específico latino que significa "vial"; en este contexto, "que crece al borde de calles o caminos".

### Sinónimos
- Blainvillea tampicana (DC.) Benth. & Hook.f. ex Hemsl.
- Calyptocarpus tampicanus (DC.) Small
- Oligogyne tampicana DC.
- Synedrella vialis (Less.) A.Gray
- Zexmenia hispidula Buckley[11]

## Nombre común
Destendida, garañona, manzanillo, tiricia, hierba del caballo.